# 池田慎久
池田慎久（いけだ のりひさ、1968年 - ）は、日本の政治家。奈良県議会議員。元奈良市議会議員。奈良市生まれ。近畿大学附属高等学校、オレゴン州レーン・コミュニティ・カレッジ卒業。1995年の奈良市議会議員選挙で初当選。市議を5期務めた後、奈良市長選に出馬したが落選した。社会福祉法人中川会専務理事。第17代全国若手市議会議員の会会長。

## 市議返り咲きと政翔会への加入
2011年4月、それまで対立してきた市議会最大会派の政翔会（浅川仁幹事長） に加入したが、地元紙・奈良新聞に「池田氏の会派入りは議長ポスト狙い」と批判された。同紙は池田氏が2006年に逮捕された事件についても「現職市長を失脚させ、自らが市長選出馬を狙った事件」と指摘、「同僚議員や市民から今もなお厳しい見方が広がっている」と強調した。
同年6月の議長選には最終的に立候補せず、上原雋市議（政友会）が議長の座に就いた。

## 市長選に出馬するも落選
2013年7月21日投開票の奈良市長選に出馬し、「国はアベノミクス、奈良市はイケダミクスで財政再建！」などと訴えたが、7人の候補者中、得票数で3位にとどまり落選した。
出馬に先立って自民党に推薦を要請したが、推薦を受けられなかった。